# Ставниця (Вармінсько-Мазурське воєводство)
Ставниця (пол. Stawnica, нім. Oberteich) — село в Польщі, у гміні Корше Кентшинського повіту Вармінсько-Мазурського воєводства.
У 1975-1998 роках село належало до Ольштинського воєводства.